# Фелькерзам, Гамилькар Евгеньевич
Барон Гамилька́р Евге́ньевич Фелькерза́м (1854—1929) — остзейский помещик, член Государственной думы 3-го и 4-го созывов от Курляндской губернии.

## Биография
Лютеранин. Из потомственных дворян Курляндской губернии. Землевладелец той же губернии (1300 десятин).
Высшее образование получил в Юрьевском университете по юридическому факультету. По окончании университета поступил на государственную службу и состоял асессором Туккумского уездного суда, секретарем курляндского губернского предводителя дворянства, советником правления, а затем и членом совета правления Курляндского дворянского кредитного общества. Состоял почетным мировым судьей по Тальсенскому уезду.
В 1907 году был избран в члены III Государственной думы съездом землевладельцев Курляндской губернии. Входил во фракцию октябристов. Состоял секретарем распорядительной комиссии, а также членом комиссий: земельной, по местному самоуправлению, о неприкосновенности личности и по вероисповедальным вопросам.
В 1912 году был переизбран в Государственную думу от Курляндской губернии. Входил во фракцию «Союза 17 октября», после её раскола — в группу беспартийных. Состоял членом комиссий: земельной, по местному самоуправлению, о неприкосновенности личности и по вероисповедальным вопросам. Из-за болезни участия в работе Думы практически не принимал: в декабре 1913 года ему ампутировали правую ногу, после чего он долго лечился. 26 июля 1914 года выступал на заседании Думы, созванном после объявления Первой мировой войны, и от имени прибалтийских немцев заявил:

— Искони верноподданное немецкое население Прибалтийского края всегда готово встать на защиту Престола и Отечества. Мы не только будем голосовать за все предложенные военные кредиты, но, по примеру наших предков, готовы жертвовать жизнью и имуществом за единство и величие России. (Голоса «браво» и рукоплескания).

После Октябрьской революции в эмиграции в Германии. В Берлине публиковался в правых изданиях, с 1920 года состоял членом Монархического объединения. Участвовал в Рейхенгалльском монархическом съезде и Российском зарубежном съезде в Париже от русской эмиграции в Германии (1926).
Скончался в 1929 году в замке Глейвиц, Силезия, Германия (сейчас Польша).